# Саруле
Саруле (італ. Sarule, сард. Sarule) — муніципалітет в Італії, у регіоні Сардинія,  провінція Нуоро.
Саруле розташоване на відстані близько 340 км на південний захід від Рима, 115 км на північ від Кальярі, 17 км на південний захід від Нуоро.
Населення — 1708 осіб (2014).
Щорічний фестиваль відбувається 29 вересня. Покровитель — святий Архангел Михаїл.

## Демографія
Населення за роками:

Станом на 1 січня 2023 року в муніципалітеті офіційно проживало 55 іноземців з 18 країн, серед них 21 громадянин країн Євросоюзу та 1 громадянин України.

## Сусідні муніципалітети
- Мамояда
- Оллолаї
- Ольцаї
- Орані
- Оттана